# 저항기

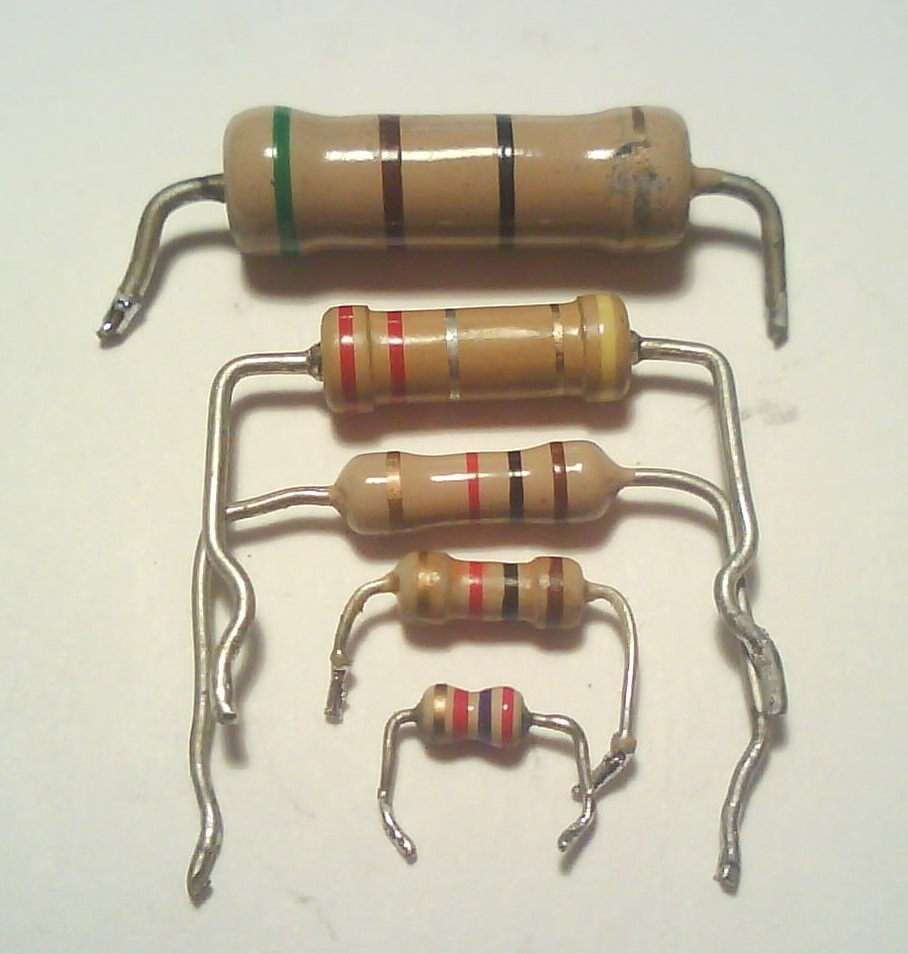
저항기의 모습

저항기(抵抗器, 영어: resistor)는 저항 성질을 띠는 회로 소자이다. 전류의 흐름을 방해함으로써 전류의 양을 조절해 전기 장치에 과부하가 걸리지 않도록 막아주는 역할을 한다. 저항기는 여러 방법으로 종류를 나누는데, 가장 일반적으로 나누는 방법은 저항기가 소모할 수 있는 최대 전력으로 분류하는 것이다. 저항기에서 소모되는 전력은 다음과 같이 구할 수 있다.
{\displaystyle P=V\times I={\frac {V^{2}}{R}}=I^{2}\times R}
{\displaystyle P} = 저항기에서 소모되는 전력
{\displaystyle V} = 저항기 양단에 걸린 전압
{\displaystyle I} = 저항기를 통해 흐르는 전류
{\displaystyle R} = 저항기의 저항
저항기에 따라 최대 허용전력이 다른 이유는, 저항기에서 소모되는 전력이 열 에너지로 전환되기 때문이다. 이 열 에너지 때문에 저항기의 온도가 상승하게 되는데, 저항기의 허용 온도를 초과하는 경우 저항기가 타버리게 된다.

## 저항의 종류
- 고정저항
  - 탄소피막저항 (일반 저항)
  - 솔리드 저항
  - 권선 저항
  - 금속피막 저항
- 가변저항
  - 가변저항 (일반형): 전류의 양을 조절하는 장치로, 원형이며 손으로 돌려 저항 값을 조절할 수 있다.
  - 반고정 저항: 드라이버를 사용하여 저항을 조절할 수 있는 홈이 있다.

## 저항값 읽는 법
저항기에 따라 여러 가지 방법으로 저항값을 표시하는데, 이 중 색 띠 4개를 저항 위에 그려서 표시하는 경우가 있다. 이 경우 저항값을 읽는 방법을 살펴보자.(정밀저항의 경우에는 색 띠 5개로 표시하고, 칩저항의 경우에는 저항에 바로 숫자를 써 놓는다)
첫째 띠와 둘째 띠는 두자리 저항값 숫자를 나타내고 셋째 띠는 저항값의 단위를 결정한다. 네 번째 띠는 오차범위를 나타낸다. 각 색에 따른 숫자는 다음의 표에서 읽을 수 있다.
표준 EIA 색 코드 표. EIA-RS-279에 의함.
| 색     | 첫 번째 띠 | 두 번째 띠 | 세 번째 띠 (단위) | 네 번째 띠 (오차) | 열계수  |
| ------ | ---------- | ---------- | ----------------- | ----------------- | ------- |
| 검정   | 0          | 0          | ×100              |                   |         |
| 갈색   | 1          | 1          | ×101              | ±1% (F)           | 100 ppm |
| 빨간색 | 2          | 2          | ×102              | ±2% (G)           | 50 ppm  |
| 주황색 | 3          | 3          | ×103              |                   | 15 ppm  |
| 노란색 | 4          | 4          | ×104              |                   | 25 ppm  |
| 초록색 | 5          | 5          | ×105              | ±0.5% (D)         |         |
| 파랑색 | 6          | 6          | ×106              | ±0.25% (C)        |         |
| 보라색 | 7          | 7          | ×107              | ±0.1% (B)         |         |
| 회색   | 8          | 8          | ×108              | ±0.05% (A)        |         |
| 흰색   | 9          | 9          | ×109              |                   |         |
| 금색   |            |            | ×0.1              | ±5% (J)           |         |
| 은색   |            |            | ×0.01             | ±10% (K)          |         |
| 없음   |            |            |                   | ±20% (M)          |         |

앞뒤를 구별하기 위하여, 오차는 금색, 은색, 무색으로 나타내는 경우가 많다.

### 정밀 저항
| 색     | 첫 번째 띠 | 두 번째 띠 | 세 번째 띠 | 네 번째 띠 (단위) | 다섯 번째 띠 (오차) |
| ------ | ---------- | ---------- | ---------- | ----------------- | ------------------- |
| 검정   | 0          | 0          | 0          | ×1                |                     |
| 갈색   | 1          | 1          | 1          | ×101              | ±1% (F)             |
| 빨간색 | 2          | 2          | 2          | ×102              | ±2% (G)             |
| 주황색 | 3          | 3          | 3          | ×103              |                     |
| 노란색 | 4          | 4          | 4          | ×104              |                     |
| 초록색 | 5          | 5          | 5          | ×105              | ±0.5% (D)           |
| 파랑색 | 6          | 6          | 6          | ×106              | ±0.25% (C)          |
| 보라색 | 7          | 7          | 7          | ×107              | ±0.1% (B)           |
| 회색   | 8          | 8          | 8          | ×108              | ±0.05% (A)          |
| 흰색   | 9          | 9          | 9          | ×109              |                     |
| 금색   |            |            |            | ×0.1              | ±5% (J)             |
| 은색   |            |            |            | ×0.01             | ±10% (K)            |
| 없음   |            |            |            |                   | ±20% (M)            |

### 가변저항 읽기
1. 첫째 수,둘째수는 그대로 쓴다.
2. 셋째 수는 곱하는 0의 개수, 즉 계수이다.

### 예
띠의 색깔은 편의상 앞글자만을 따서 부르는 경우가 많다. 예를 들어 '파랑색, 회색, 갈색, 은색'으로 표시되어 있는 저항은 편의상 '파회갈은'으로 부르며, 저항값 680 옴에 오차 10퍼센트 내외라는 것을 뜻한다.

파회갈은: 68×101옴 ±10%

 빨갈빨금: 21×102옴 ±5%

 주주갈금: 33×101옴 ±5%

 갈갈검빨갈: 110×102옴 ±1%

 주흰검갈갈: 390×101옴 ±1%

## 같이 보기
- 가변저항
- 옴의 법칙
- 서미스터
- 전위차계
- 포토레지스터